# Superman Is Dead
Superman Is Dead (SID) – indonezyjski zespół punkrockowy z Kuty. Powstał w 1995 roku.
W skład zespołu wchodzi trzech muzyków: Bobby Kool (wokal), Eka Rock (gitara), Jerinx.
Po podpisaniu kontraktu z Sony Music Indonesia wydali album pt. Kuta Rock City (2003). W tym samym roku otrzymali MTV Award w kategorii ulubiony nowy artysta oraz AMI (Anugerah Musik Indonesia) w kategorii najlepszy nowy artysta. W 2013 i 2014 r. ponownie znaleźli się wśród laureatów AMI, kolejno w kategoriach najlepsza grupa punkowa i najlepsza grupa rockowa.

## Dyskografia[3]
| Rok  | Album                    |
| ---- | ------------------------ |
| 2003 | Kuta Rock City           |
| 2005 | The Hangover Decade      |
| 2006 | Black Market Love        |
| 2009 | Angels And The Outsiders |